# Der Fuß des Künstlers
Der Fuß des Künstlers ist der Titel eines 1876 entstandenen Gemäldes von Adolph von Menzel. Das in Öl auf Holz gemalte Bild hat eine Höhe von 38,5 cm und eine Breite von 33,5 cm. Das ungewöhnliche Selbstporträt zeigt den nackten rechten Fuß des etwa 60-jährigen Künstlers im Stil des Realismus. Das Gemälde gehört zur Sammlung der Nationalgalerie in Berlin.

## Bildbeschreibung
Menzel hat in diesem Gemälde einen Körperteil porträtiert, der in Mitteleuropa der Öffentlichkeit häufig verborgen bleibt. Es zeigt seinen vor ihm ausgestreckten nackten rechten Fuß, der die Spuren eines sechzigjährigen Lebens aufweist und möglicherweise vom Tragen von Schuhen oder Stiefeln leicht deformiert ist. Hugo von Tschudi, Direktor der Berliner Nationalgalerie und Menzels Zeitgenosse, berichtete davon, dass der Maler das Bild während einer Krankheit schuf. Vermutlich malte Menzel das Abbild seines Fußes, während er auf der Bettkante saß.
Ohne die Verwendung eines Spiegels zeigt Menzel den Fuß aus dem eigenen Blickwinkel. Er wirkt dabei etwas größer als es bei genauer Beachtung der Perspektive der Fall wäre. Die Lichtführung lässt darauf schließen, dass er das Bild im Sitzen ausgeführt hat. Das Licht fällt von oben links auf den Fußrücken, das vom unteren Bildrand angeschnittene Schienbein liegt im Schattenbereich. Zudem wirft der etwas zum Bildbetrachter geneigte große Zeh einen Schatten auf die Oberseite des Fußes. Der Fuß selbst wirft seinen Schatten nach rechts. Der etwa 60-jährige Maler präsentiert seinen Körperteil voller Details: Schonungslos zeigt er mit feinem Pinselstrich seine faltige Haut, darunter zeichnen sich deutlich die Adern ab und an den Zehen sind mehrere Lichtpunkte zu sehen. Das Inkarnat weist eine große Farbvielfalt auf. Während die Zehen in Abstufungen zwischen Rot und Braun erscheinen, ist der Rest des Fußes sehr viel heller gehalten und zeigt Hautfarbtöne, die von Weiß über Rosa bis zu verschiedenen Graustufen reichen. Der Fuß ist vor einem unbestimmten Hintergrund gemalt. Im oberen Teil des Bildes gibt es eine nahezu monochrom dunkelbraune Fläche. Im unteren Bildteil sind die Bereiche rechts und links vom Fuß in weißer Farbe mit sichtbarem Pinselauftrag ausgeführt. In der rechten unteren Ecke ist das Bild signiert und datiert mit „A. Menzel 76“.

## Der eigene nackte Fuß – ein ungewöhnliches Motiv
Die fragmentarische Darstellung eines nackten Fußes ist als eigenständiges Bildmotiv in der Kunst des 19. Jahrhunderts ungewöhnlich. Menzel kannte die Konzentration auf einen Körperteil seit seiner Ausbildung, wo das Zeichnen von anatomischen Studien Bestandteil des Unterrichts war. Auch danach wandte Menzel seine Aufmerksamkeit einzelnen Körpergliedern zu. Hiervon zeugen seine Bilder der eigenen Atelierwand (Atelierwand von 1852, Atelierwand von 1872), in denen er Gipsmodelle an einer Wand seines Arbeitszimmers zeigt. Solche Gipsmodelle dienten dem Erfassen der Proportionen und ersetzten dem Maler teilweise das nicht jederzeit zur Verfügung stehende menschliche Modell. Seine eigene Hand porträtierte Menzel 1864 in den beiden Gouachen Menzels rechte Hand mit Buch und Menzels rechte Hand mit Farbnapf. Der Linkshänder Menzel zeigt in den Bildern seine fürs Zeichnen und Malen nicht benötigte rechte Hand, die jeweils einen Gegenstand hält. Wie später in Der Fuß des Künstlers unterstreicht der genaue Beobachter Menzel in diesen Motiven, dass er einen einzelnen Körperteil voller Details für ein bildwürdiges Motiv hält.

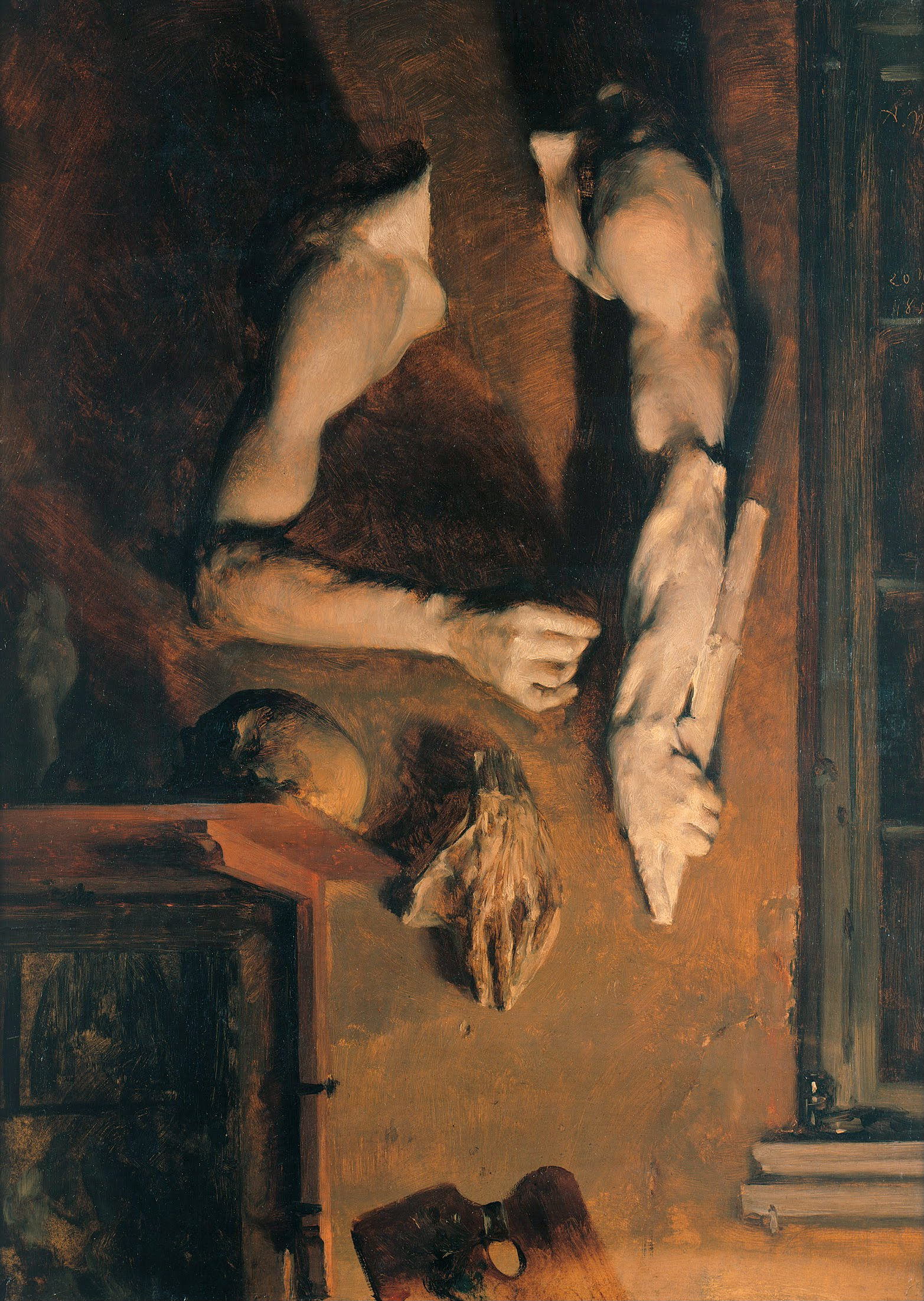
Adolph von Menzel: Atelierwand, 1852
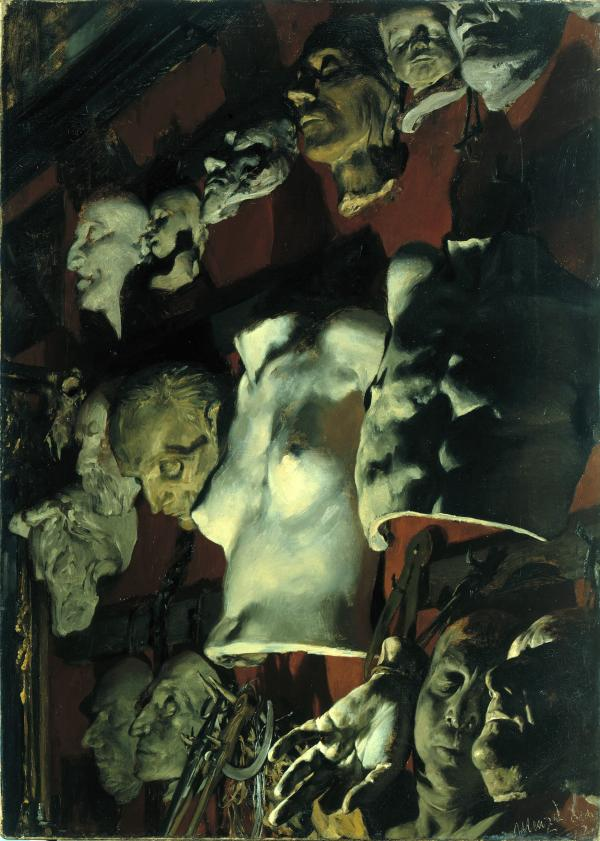
Adolph von Menzel: Atelierwand, 1872
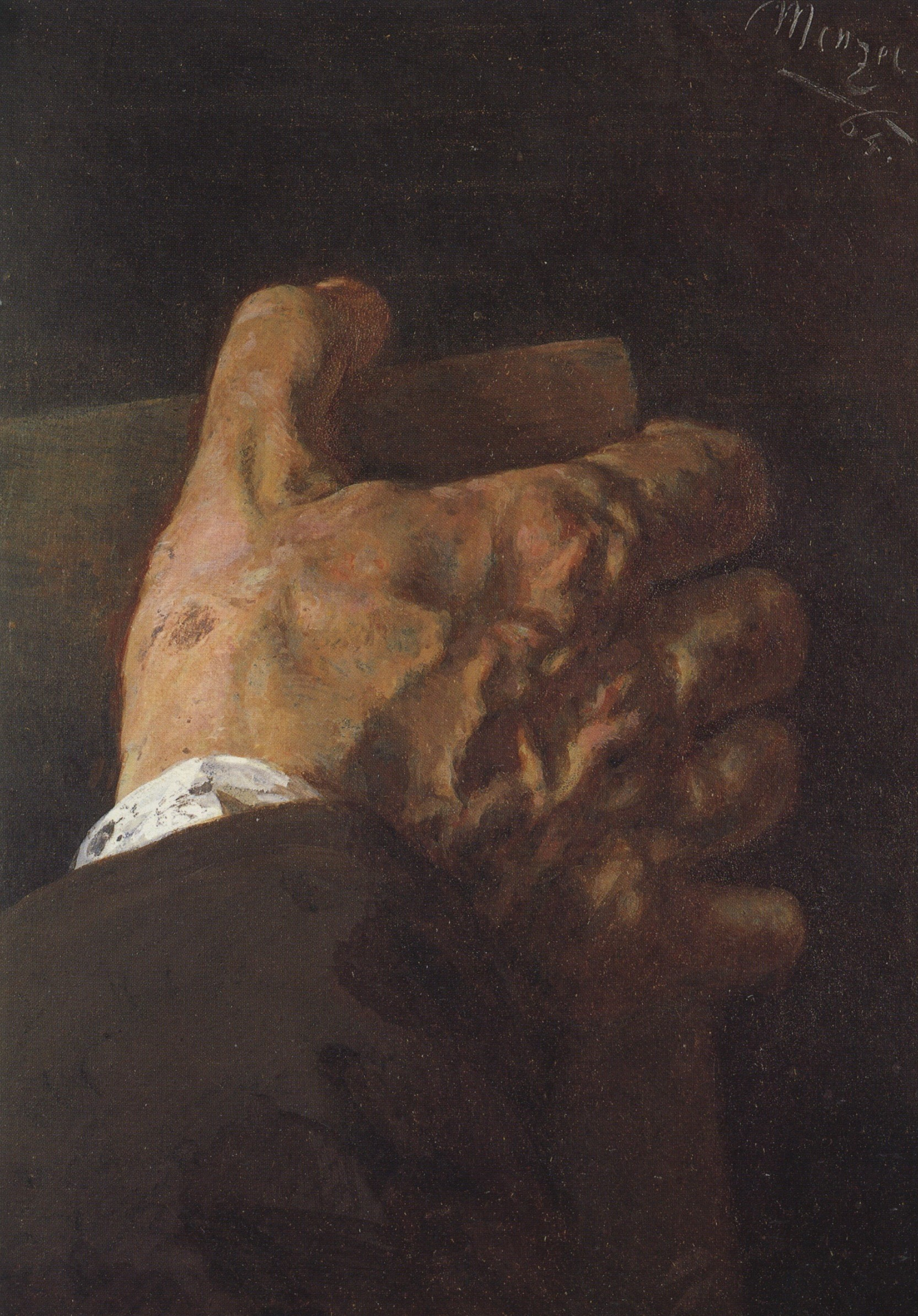
Adolph von Menzel: Menzels rechte Hand mit Buch, 1864
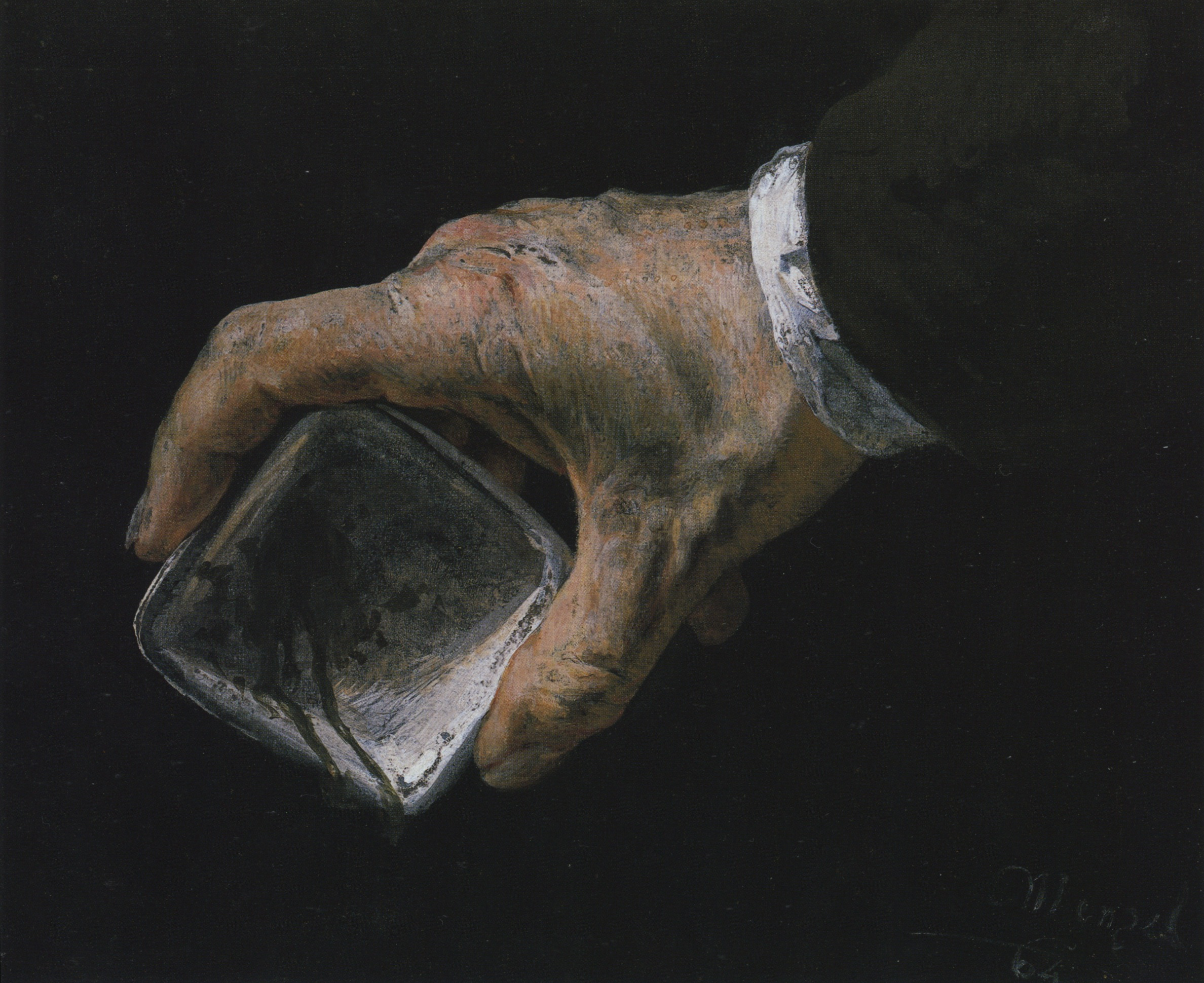
Adolph von Menzel: Menzels rechte Hand mit Farbnapf, 1864

In der Kunstgeschichte finden sich nackte Füße vor allem bei ganzfigurigen Personendarstellungen. So sind antike Skulpturen häufig mit unbekleidetem Fuß zu sehen. Bei einem Besuch der Münchner Glyptothek 1874 reizte Menzel der dort ausgestellte Barberinische Faun zu einer Bleistiftzeichnung nach der antiken Skulptur. Neben der Zeichnung der Gesamtskulptur schuf Menzel auf demselben Blatt eine Detailstudie des rechten Fußes.
Barfüßige Personendarstellungen gibt es des Weiteren wiederholt in der abendländischen Malerei. Mit nackten Füßen werden Bettler und Bauern, vor allem aber Heiligenfiguren oder Jesus Christus gezeigt. Zu den bekanntesten Darstellungen des Leichnams Christi gehört das Gemälde Beweinung Christi von Andrea Mantegna, bei dem die Fußsohlen direkt zum Bildbetrachter reichen. Menzel, der Mantegnas Bild vermutlich kannte, stellte 1866 in ähnlicher Weise tote Körper in Drei gefallene Soldaten in einer Scheune dar. In ihrer Nacktheit unterstreichen die Füße die Vergänglichkeit der abgebildeten Körper, ein Thema, das sich im Gemälde Der Fuß des Künstlers wiederholt. Das Motiv des nackten Fußes griff Menzel erneut in seinem Spätwerk auf. In der Bleistiftzeichnung Rechtes Bein mit aufgekrempelter Hose von 1894 zeigt er den rechten Fuß von oben aus seitlichem Blickwinkel und zudem als Spiegelbild in der oberen Ecke den linken nackten Fuß von vorn.

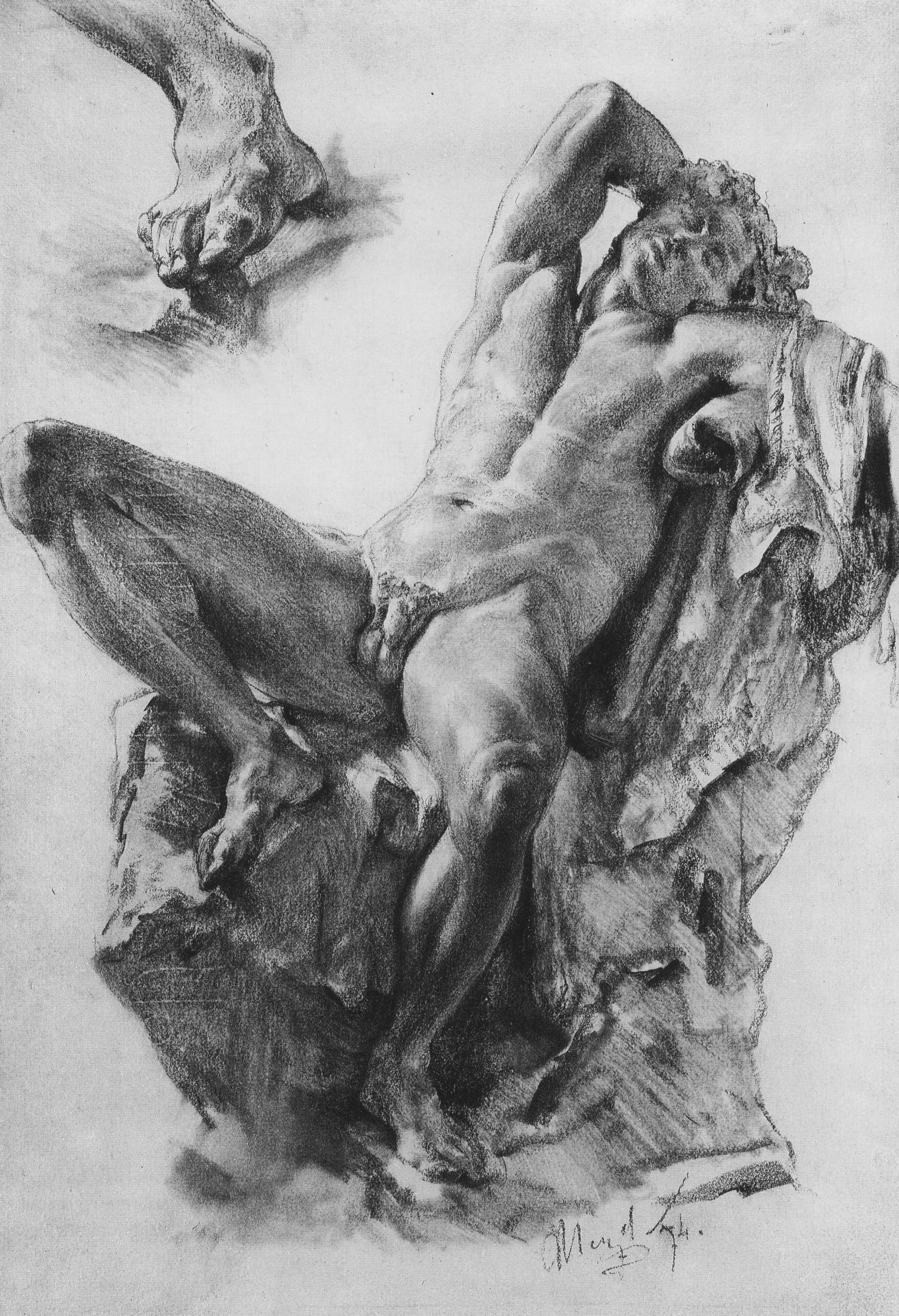
Adolph von Menzel: Barberinischer Faun, 1874
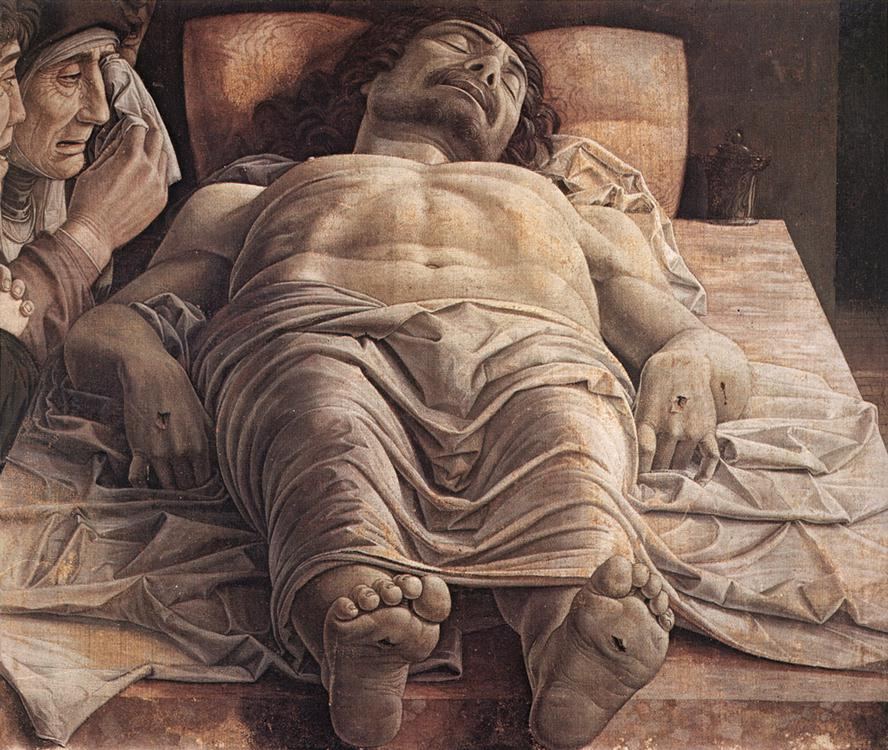
Andrea Mantegna: Beweinung Christi, 1475–1478
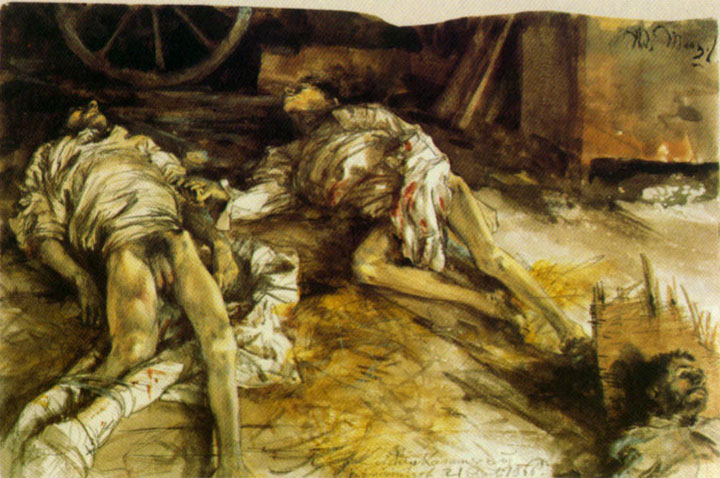
Adolph von Menzel: Drei gefallene Soldaten in einer Scheune, 1866
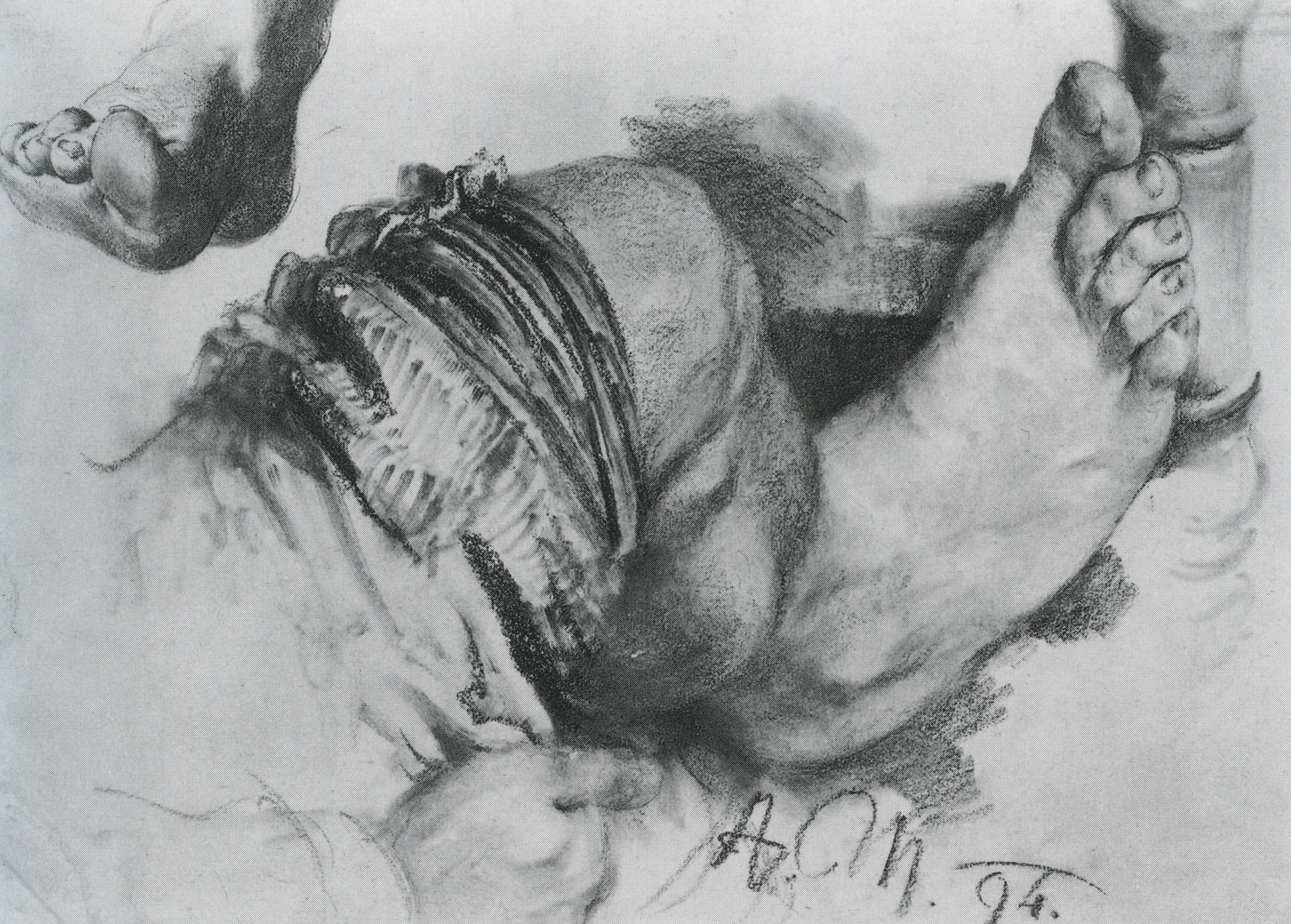
Adolph von Menzel: Rechtes Bein mit aufgekrempelter Hose, 1894

## Provenienz
Die Provenienz des Bildes ist nicht lückenlos bekannt. 1904 führte die Berliner Kunsthandlung R. Wagner das Gemälde in ihrem Bestand. Das von Hermann Pächter (1840–1902) mitbegründete Unternehmen verkaufte seit den 1880er Jahren Werke im Auftrag von Adolph Menzel. Als nächster Besitzer des Bildes ist für 1905 ein Prof. Oeder aus Düsseldorf vermerkt. Hierbei könnte es sich um den Maler Georg Oeder handeln. Danach befand sich das Bild in verschiedenen namentlich nicht bekannten Privatsammlungen, bevor es in den Besitz des Bochumer Galeristen Alexander von Berswordt-Wallrabe gelangte. Sein als Kunstvermittlung bezeichnetes Unternehmen lieh das Bild zur großen Menzel-Retrospektive 1997 in Paris, Washington, D.C. und Berlin aus. Anschließend erwarb der Verein der Freunde der Nationalgalerie das Gemälde und schenkte es 1998 der Berliner Nationalgalerie.